# Charles Grenzbach
Pour les articles homonymes, voir Grenzbach.

Charles W. "Bud" Grenzbach est un ingénieur du son américain né le 29 décembre 1923 à New York (État de New York) et mort le 29 mars 2004 à Palm Desert (Californie).

## Filmographie (sélection)

### Cinéma
- 1956 : Les Dix Commandements (The Ten Commandments) de Cecil B. DeMille
- 1957 : Le Pantin brisé (The Joker is Wild) de Charles Vidor
- 1957 : Amour frénétique (Loving You) d'Hal Kanter
- 1957 : Prisonnier de la peur (Fear Strikes Out) de Robert Mulligan
- 1958 : Bagarres au King Créole (King Creole) de Michael Curtiz
- 1958 : Trois bébés sur les bras (Rock-a-Bye Baby) de Frank Tashlin
- 1958 : Le Kid en kimono (The Geisha Boy) de Frank Tashlin
- 1958 : La péniche du bonheur (Houseboat) de Melville Shavelson
- 1959 : La Vie à belles dents (But Not For Me) de Walter Lang
- 1959 : Une espèce de garce (That Kind of Woman) de Sidney Lumet
- 1959 : Ne tirez pas sur le bandit (Alias Jesse James) de Norman Z. McLeod
- 1960 : Cendrillon aux grands pieds (Cinderfella) de Frank Tashlin
- 1960 : Le Dingue du palace (The Bellboy) de Jerry Lewis
- 1961 : Milliardaire pour un jour (Pocketful of Miracles) de Frank Capra
- 1961 : Le Zinzin d'Hollywood (The Errand Boy) de Jerry Lewis
- 1961 : Sous le ciel bleu de Hawaï (Blue Hawaii) de Norman Taurog
- 1961 : Le Tombeur de ces dames (The Ladies Man) de Jerry Lewis
- 1961 : La Vengeance aux deux visages (One-Eyed Jacks) de Marlon Brando
- 1961 : Il a suffi d'une nuit (All in a Night's Work) de Joseph Anthony
- 1961 : Les Désaxés (The Misfits) de John Huston
- 1962 : L'Inconnu du gang des jeux (Who's Got the Action?) de Daniel Mann
- 1962 : Des filles... encore des filles (Girls! Girls! Girls!) de Norman Taurog
- 1962 : L'Increvable Jerry (It's Only Money) de Frank Tashlin
- 1962 : Hatari ! d'Howard Hawks
- 1962 : Trahison sur commande (The Counterfeit Traitor) de George Seaton
- 1962 : L'Homme qui tua Liberty Valance (The Man Who Shot Liberty Valance) de John Ford
- 1962 : Ma geisha (My Geisha) de Jack Cardiff
- 1963 : Une certaine rencontre (Love with the Proper Stranger) de Robert Mulligan
- 1963 : L'Idole d'Acapulco (Fun in Acapulco) de Richard Thorpe
- 1963 : Un chef de rayon explosif (Who's Minding the Store?) de Frank Tashlin
- 1963 : La Taverne de l'Irlandais (Donovan's Reef) de John Ford
- 1963 : Docteur Jerry et Mister Love (The Nutty Professor) de Jerry Lewis
- 1964 : Jerry chez les cinoques (The Disorderly Orderly) de Frank Tashlin
- 1964 : L'Homme à tout faire (Roustabout) de John Rich
- 1964 : Jerry souffre-douleur (The Patsy) de Jerry Lewis
- 1964 : Les Ambitieux (The Carpetbaggers) d'Edward Dmytryk
- 1964 : Deux têtes folles (Paris, When It Sizzles) de Richard Quine
- 1965 : Boeing Boeing de John Rich
- 1965 : Les Quatre Fils de Katie Elder (The Sons of Katie Elder) d'Henry Hathaway
- 1965 : Les Tontons farceurs (The Family Jewels) de Jerry Lewis
- 1965 : Harlow, la blonde platine (Harlow) de Gordon Douglas
- 1966 : El Dorado d'Howard Hawks
- 1966 : Propriété interdite (This Property Is Condemned) de Sydney Pollack
- 1966 : Nevada Smith d'Henry Hathaway
- 1967 : Peter Gunn, détective spécial (Gunn) de Blake Edwards
- 1970 : Love Story d'Arthur Hiller
- 1972 : Le Parrain (The Godfather) de Francis Ford Coppola
- 1973 : Mean Streets de Martin Scorsese
- 1974 : Chinatown de Roman Polanski
- 1986 : Platoon d'Oliver Stone
- 1986 : Sans issue (Black Moon Rising) d'Harley Cokeliss
- 1987 : Wall Street d'Oliver Stone
- 1987 : Sens unique (No Way Out) de Roger Donaldson

### Télévision
- 1959-1961 : The Rebel (62 épisodes)

## Distinctions

### Récompenses
- 1987 : Oscar du meilleur mixage de son pour Platoon

### Nominations
- 1973 : Oscar du meilleur mixage de son pour Le Parrain
- 1975 : Oscar du meilleur mixage de son pour Chinatown